# Staroźreby
Staroźreby (dt.: Markthausen (1943–1945)) ist ein Dorf und Sitz der gleichnamigen Gemeinde im Powiat Płocki der Woiwodschaft Masowien, Polen.

## Gemeinde
Zur Landgemeinde Staroźreby gehören folgende Ortschaften mit einem Schulzenamt:
Aleksandrowo
Begno
Bromierz
Bromierzyk
Brudzyno
Bylino
Dąbrusk
Dłużniewo Duże
Goszczyno
Góra
Karwowo-Podgórne
Kierz
Krzywanice
Mieczyno
Nowa Wieś
Nowe Staroźreby
Nowy Bromierz
Nowy Bromierzyk
Płonna
Przeciszewo
Przeciszewo-Kolonia
Przedbórz
Przedpełce
Rogowo
Rostkowo
Sarzyn
Sędek
Słomkowo
Smardzewo
Staroźreby (dt.: Markthausen (1943–1945))
Staroźreby-Hektary
Stoplin
Strzeszewo
Szulbory
Worowice-Wyroby
Zdziar Mały
Zdziar Wielki
Weitere Orte der Gemeinde sind:
Błażejewice
Dłużniewo Małe
Falęcin
Goszczyno-Czajki
Goszczyno-Karpięcin
Grabina
Kiełbasy
Kościółki
Krawieczyn
Krzywanice-Trojany
Marychnów
Mikołajewo
Mikołajewo za Traktem
Mrówczewo
Nowa Góra (dt.: Bergstein (1943–1945))
Nowa Wieś-Parcela
Nowe Żochowo
Opatówiec
Ostrzykówek
Pieńki Bromierzyckie
Piączyn
Piączyn-Chrapy
Plebanka
Płonna Pańska
Płonna Szlachecka
Resztówka
Rogówko
Rostkowo-Orszymowice
Staroźreby-Kolonia
Teodorowo
Witkowice
Włosty
Włościany
Zdziar Gąsowski
Zdziar-Las
Zdziar-Łopatki
Żochowo Stare
Żochówek